# Fars
Fars (perzijski: فارس; Fârs ili پارس; Pârs, također Farsistan; punim imenom استان فارس; Ostān-e Fārs) pokrajina je na jugozapadu Irana. Omeđena je Kuhgilujom i Bojer-Ahmadom, odnosno Isfahanskom pokrajinom na sjeveru, Jazdskom i Kermanskom pokrajinom na istoku, Hormuzganom na jugu, te Bušeherskom pokrajinom na zapadu. Prema popisu stanovnika iz 2006. godine, pokrajina je imala 4 336 878 milijuna stanovnika, što približno odgovara stanovništvu Hrvatske. Glavni grad pokrajine je Širaz, a njena površina iznosi 122 608 km². 
Pokrajina Fars pradomovina je starih Perzijanaca i u njoj se nalazi većina starovjekovnih glavnih gradova Ahemenidskog Perzijskog Carstva poput Anšana, Pasargada i Perzepolisa. Prema riječi Fars nazvan je i jezik stare Perzije, odnosno modernog Irana; farsi ili perzijski jezik. Izrazi poput Perzijsko carstvo ili perzijski su helenizirane izvedenice grčke riječi Persis (Πέρσις), čiji je korijen staroperzijska riječ Pârs.

## Okruzi
- Abadski okrug
- Arsandžanski okrug
- Bavanatski okrug
- Darapski okrug
- Džahromski okrug
- Eklidski okrug
- Farašbandski okrug
- Fasanski okrug
- Firuzabadski okrug
- Geraški okrug
- Harameski okrug
- Hondžski okrug
- Horambid okrug
- Istahbanski okrug
- Kavarski okrug
- Kazerunski okrug
- Kirsko-karzinski okrug
- Lamerdski okrug
- Larestanski okrug
- Mamasanijski okrug
- Marvdaštanski okrug
- Meherski okrug
- Nejriški okrug
- Pasargadski okrug
- Rustamski okrug
- Sarvestanski okrug
- Sepidanski okrug
- Širaški okrug
- Zarindaštanski okrug

## Galerija
- Krajolik Farsa
- Farske ravnice
- »Bag-e Eram« (Rajski vrt), jedan od najpoznatijih perzijskih vrtova
- Ostaci drevnog Perzepolisa

## Poveznice
- Iran
  - Ahemenidsko Perzijsko Carstvo
  - Sasanidsko Perzijsko Carstvo
- Anšan
- Pasargad
- Perzepolis

## Vanjske poveznice
- (perz.) Službene stranice pokrajine Fars  Arhivirana inačica izvorne stranice od 22. svibnja 2013. (Wayback Machine)

Ostali projekti
|  | Zajednički poslužitelj ima još gradiva o temi Fars |